# Luka Bačmaga
Luka Bačmaga (1988.), hrvatski reprezentativni kajakaš i kanuist. Natjecao se na svjetskom prvenstvu u kajaku i kanuu na mirnim vodama u Zagrebu. S Dinom Magušićem u kajaku dvosjedu bio je posljednji u kvalifikacijskoj skupini kajaka dvosjeda (K-2) na 500 metara te deveti u polufinalnoj skupini.